# جون مالكوم ماكجريجور
جون مالكوم ماكجريجور (بالإنجليزية: John Malcolm Macgregor)‏ هو دبلوماسي بريطاني، ولد في 3 أكتوبر 1946.